# 奧比瑙比鎮區 (印地安納州富爾頓縣)
奧比瑙比鎮區（英語：Aubbeenaubbee Township）是位於美國印地安納州富爾頓縣的一個行政鎮區。

## 地方資料
根據2010年美國人口普查的數據，奧比瑙比鎮區的面積為89.80平方千米，當中陸地面積為89.30平方千米，而水域面積為0.50平方千米。當地共有人口1448人，而人口密度為每平方千米16.12人。